# 다비트 림베르스키
다비트 림베르스키(체코어: David Limberský, 1983년 10월 6일 ~)는 체코의 전 축구 선수이다.